# Transistor d'espín

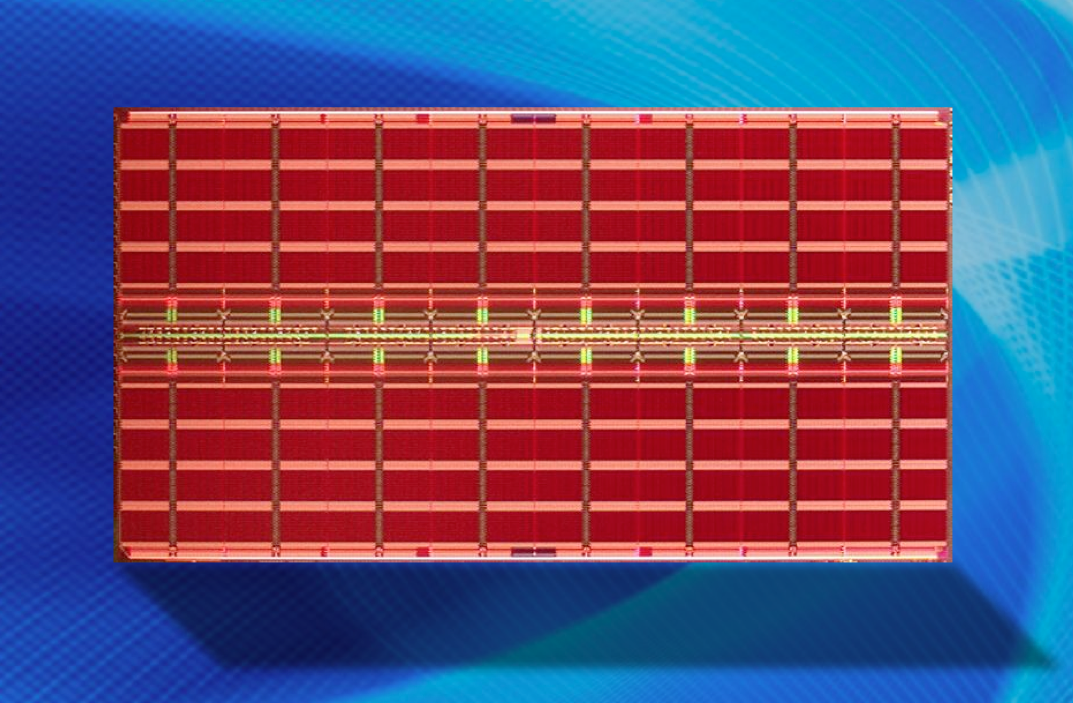
Memòria RAM magneto-resistiva.

El transistor magnèticament sensible (també conegut com a transistor d'espín o transistor espintrònic, anomenat així per l'espintrònica, la tecnologia que va generar aquest desenvolupament), proposat originalment l'any 1990 per Supriyo Datta i Biswajit Das, actualment encara s'està desenvolupant, és un disseny millorat del transistor comú inventat a la dècada de 1940. El transistor d'espín sorgeix com a resultat de la investigació sobre la capacitat dels electrons (i d'altres fermions) d'exhibir de manera natural un dels dos (i només dos) estats d'espín: coneguts com "spin up" i "spin down". Així, els transistors d'espín funcionen amb espín d'electrons com a incorporant un sistema quàntic de dos estats. A diferència del seu predecessor homònim, que funciona amb un corrent elèctric, els transistors de spin funcionen amb electrons a un nivell més fonamental; és essencialment l'aplicació d'electrons establerts en estats particulars d'espín per emmagatzemar informació.

Fig.1 Estructura de la cèl·lula MRAM

Un avantatge respecte als transistors regulars és que aquests estats de spin es poden detectar i alterar sense necessàriament requerir l'aplicació d'un corrent elèctric. Això permet que el maquinari de detecció (com ara els capçals de disc dur) sigui molt més petit però fins i tot més sensible que els dispositius actuals, que depenen d'amplificadors sorollosos per detectar els minuts que s'utilitzen en els dispositius d'emmagatzematge de dades actuals. El resultat final potencial són dispositius que poden emmagatzemar més dades en menys espai i consumir menys energia, utilitzant materials menys costosos. L'augment de la sensibilitat dels transistors de gir també s'està investigant per crear sensors d'automòbils més sensibles, un moviment que es fomenta per una empenta per a vehicles més respectuosos amb el medi ambient.

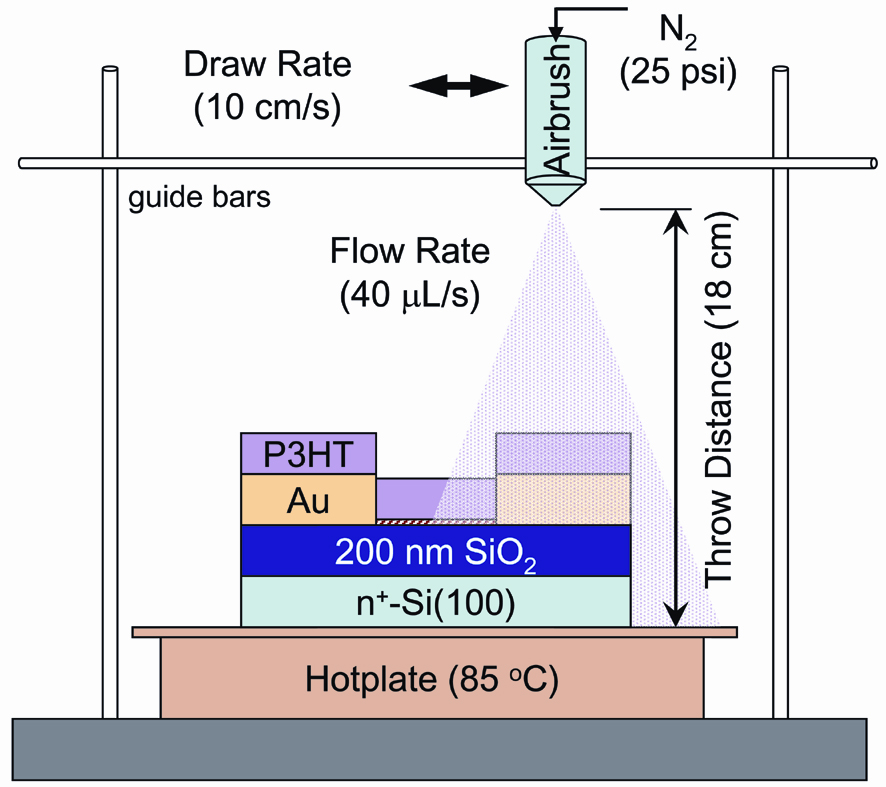
Transistor de spin

Un segon avantatge d'un transistor de gir és que el gir d'un electró és semipermanent i es pot utilitzar com a mitjà per crear un emmagatzematge d'estat sòlid no volàtil rendible que no requereix l'aplicació constant de corrent per mantenir-se. És una de les tecnologies que s'estan explorant per a la memòria magnètica d'accés aleatori (MRAM).
A causa del seu alt potencial d'ús pràctic en el món de la informàtica, els transistors de gir s'estan investigant actualment en diverses empreses d'arreu del món, com a Anglaterra i Suècia. Avenços recents han permès la producció de transistors de spin, utilitzant substàncies fàcilment disponibles, que poden funcionar a temperatura ambient: un precursor de la viabilitat comercial.